# Temporada 2014 del Campeonato de España de Rally
La temporada 2014 fue la edición 58.ª del Campeonato de España de Rally. El calendario estaba compuesto de nueve pruebas comenzando el 29 de marzo en el Rally Islas Canarias - El Corte Inglés y finalizando el 23 de noviembre en el Rally Comunidad de Madrid. El ganador del campeonato de pilotos fue Sergio Vallejo a bordo de un Porsche 911 GT3 por segunda vez en su carrera.

## Calendario
| N.º | Fecha                 | Prueba                                      | Resultados |
| --- | --------------------- | ------------------------------------------- | ---------- |
| 1   | 29-30 de marzo        | 38.º Rally Islas Canarias - El Corte Inglés | Resultados |
| 2   | 10-11 de mayo         | 32.º Rallye Sierra Morena                   | Resultados |
| 3   | 31 de mayo-1 de junio | 50.º Rallye Internacional Rías Baixas       | Resultados |
| 4   | 14-15 de junio        | 47.º Rallye de Ourense                      | Resultados |
| 5   | 25-26 de julio        | 21.º Rallye del Bierzo                      | Resultados |
| 6   | 23-24 de agosto       | 45.º Rallye de Ferrol                       | Resultados |
| 7   | 13-14 de septiembre   | 51.º Rally Príncipe de Asturias             | Resultados |
| 8   | 27-28 de septiembre   | 38.º Rallye Villa de Llanes                 | Resultados |
| 9   | 11-12 de octubre      | 36.º Rallye Santander Cantabria             | Resultados |
| 10  | 22-23 de noviembre    | 5.º Rally Comunidad de Madrid               | Resultados |

## Cambios y novedades
Para 2014 la RFEDA estableció los siguientes cambios en el aspecto técnico:
- Se prohíben los World Rally Car. Solo se permitirán los modelos reconvertidos a RRC, con motor 1.6 turbo y brida de admisión de 30 mm y alerón más pequeño.
- Se permiten los R5 y los R4, GT, S2000 y N+.
- Se establecen dos apartados en el campeonato: División 1 (categorías 1, 2, 3 y 4) y división 2 (categorías 2, 3 y 4). Dentro de la categoría 4 nace el Nacional 3 Súperserie, que serán vehículos con peso según el fabricane -8%. Serán los empleados en la nueva copa de promoción el Dacia Sandero Rally Cup.

La marca Renault crea la Copa Dacia Sandero, (Dacia Sandero Rallye Cup) una competición monomarca que se disputa con el vehículo que da nombre a la misma y será gestionada por la empresa LogisAdventure. En ella podrán participar pilotos de cualquier edad y el vehículo debe estar homologado en la categoría Nacional 3, con neumáticos de serie y el precio del conjunto (vehículo, asistencia y materiales) rondará los 12.200 euros. Para la clasificación final de la copa, se tendrán en cuenta los seis mejores resultados de las ocho pruebas que constará. Otra copa también llevada a cabo por Renault será la Copa 2RM en el que podrán participar pilotos con automóviles de la marca y neumáticos Pirelli. Por la contra desaparece la Challenge Twingo R2.
La Copa Suzuki contó con siete fechas puntuables. Comenzó el 8 y 9 de marzo en el Rally Guimarae, prueba del Campeonato de Portugal de Rally y luego en el Sierra Morena, Rías Baixas, Ourense, Ferrol, Villa de Llanes y Comunidad de Madrid.

## Equipos

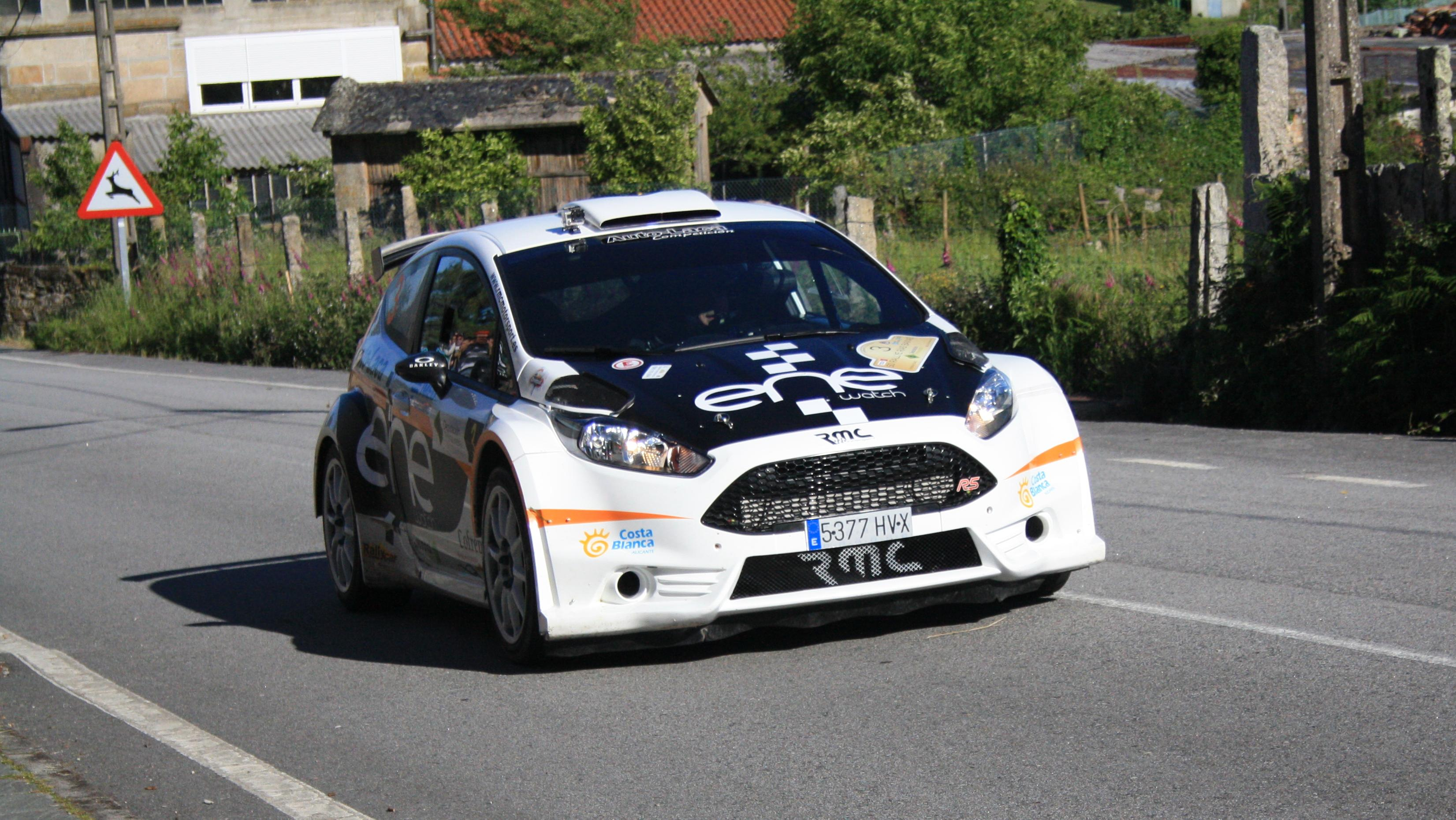
Miguel Ángel Fuster fue subcampeón esta temporada por detrás de Sergio Vallejo. Disputó dos pruebas con el Porsche 997 GT3 y el resto con el Ford Fiesta R5 sumando cuatro victorias.

| Equipo                | Vehículo                | Piloto              | Copiloto               | Rondas            |
| Equipos oficiales     | Equipos oficiales       | Equipos oficiales   | Equipos oficiales      | Equipos oficiales |
| --------------------- | ----------------------- | ------------------- | ---------------------- | ----------------- |
| Red Opel España       | Opel Adam R2            | Esteban Vallín      | Borja Odriozola        | 1-10              |
| Suzuki Motor Ibérica  | Suzuki Swift S1600      | Joan Vinyes         | Jordi Mercader         | 2-4, 6-10         |
| Suzuki Motor Ibérica  | Suzuki Swift S1600      | Gorka Antxustegi    | Alberto Iglesias Pin   | 2-4, 6-10         |
| Suzuki Motor Ibérica  | Suzuki Swift S1600      | Santiago Cañizares  | Francisco García Salom | 3, 6              |
| Suzuki Motor Ibérica  | Suzuki Swift S1600      | Santiago Cañizares  | José Martín Vallejo    | 9                 |
| Equipos privados      |                         |                     |                        |                   |
| ACSM Rallye Team      | Mitsubishi Lancer Evo X | Xavi Pons           | Alex Haro              | 1                 |
| ACSM Rallye Team      | Mitsubishi Lancer Evo X | Joan Carchat        | Claudi Ribeiro         | 1-8, 10           |
| IMEX Laca Competición | Porsche 997 GT3         | Miguel Ángel Fuster | Ignacio Aviñó          | 1, 10             |
| IMEX Laca Competición | Ford Fiesta R5          | Miguel Ángel Fuster | Ignacio Aviñó          | 2-3, 5-10         |
| IMEX Laca Competición | Ford Fiesta R5          | Miguel Ángel Fuster | Borja Rozada           | 4                 |
| RMC Motorsport        | Mitsubishi Lancer Evo X | Surhayen Pernía     | Juan Luis García       | 1-2               |
| RMC Motorsport        | Mitsubishi Lancer Evo X | Surhayen Pernía     | David Vázquez          | 3-4               |
| RMC Motorsport        | Mitsubishi Lancer Evo X | Surhayen Pernía     | Carlos del Barrio      | 5-6, 8-10         |
| RMC Motorsport        | Mitsubishi Lancer Evo X | Marco Lorenzo       | Rodolfo del Barrio     | 3-5, 7            |
| RMC Motorsport        | Ford Fiesta R2          | Marco Lorenzo       | Rodolfo del Barrio     | 1                 |
| RMC Motorsport        | SEAT Leon Supercopa     | Francisco Cima      | Alejandro Noriega      | 1-4, 8, 10        |
| RMC Motorsport        | SEAT Leon Supercopa     | Francisco Cima      | Andrea Lamas           | 7                 |
| Auto Laca Competición | Ferrari 360 Rally       | Yeray Lemes         | Daniel Sosa            | 1                 |
| Auto Laca Competición | Mitsubishi Lancer Evo X | Yeray Lemes         | Rogelio Peñate         | 9                 |
| Copi Sport            | Porsche 911 GT3         | Enrique Cruz        | Ariday Bonilla         | 1                 |
| Escudería Ourense     | Porsche 911 GT3         | Sergio Vallejo      | Diego Vallejo          | 2-10              |
| Tineo Auto Club       | Citroën DS3 R3T         | José Luis Peláez    | Rodrigo Sanjuan        | 4                 |
| Tineo Auto Club       | Citroën DS3 R3T         | José Luis Peláez    | Diego Sanjuan          | 2-3, 5-8          |
| Tineo Auto Club       | Peugeot 208 VTi R2      | José Luis Peláez    | Diego Sanjuan          | 9-10              |

## Resultados

### Campeonato de pilotos
| Pos. | Piloto                    | CNR | SRM | RBX | ORN | BIE | FRR | PRA | VLL | CAN | RCM | Puntos |
| ---- | ------------------------- | --- | --- | --- | --- | --- | --- | --- | --- | --- | --- | ------ |
| 1.   | Sergio Vallejo            | NC  | 1   | 1   | 2   | 1   | 1   | 2   | 32  | 2   | 1   | 280    |
| 2.   | Miguel Ángel Fuster       | Ret | 2   | 2   | 1   | Ret | 3   | 1   | 1   | 1   | Ret | 244,5  |
| 3.   | Gorka Antxustegui         |     | 7   | 4   | 6   |     | 4   | 4   | 3   | 4   | 10  | 195,5  |
| 4.   | Esteban Vallín            | 4   | 9   | 7   | Ret | 7   | 7   | 7   | 34  | 6   | 13  | 167    |
| 5.   | Joan Carchat              | Ret | 5   | 5   | 7   | Ret | 5   | 6   | 8   |     | 9   | 151,5  |
| 6.   | Joan Vinyes               |     | 6   | 3   | 4   |     | Ret | Ret | 2   | 3   | 6   | 151    |
| 7.   | Surhayen Pernía           | 3   | 3   | Ret | Ret | 2   | Ret |     | 5   | Ret | 3   | 147,5  |
| 8.   | José Luis Pélaez          |     | 11  | Ret | 8   | 6   | Ret | 8   | 12  | 9   | 14  | 105,5  |
| 9.   | Francisco Cima            | DNS | 8   | 6   | 12  | 14  |     | Ret |     |     |     | 79     |
| 10.  | Marco Lorenzo             | 9   |     | 11  | Ret | 5   |     |     | 7   |     |     | 75,5   |
| 11.  | Jonathan Pérez Suárez     |     |     |     | Ret |     |     | 4   | 4   |     |     | 62,5   |
| 12.  | Adrián Díaz Pérez         |     | 16  | 20  | 13  | 4   | 9   |     | 18  |     | 22  | 58     |
| 13.  | Pedro Burgo               |     |     | Ret | 3   | Ret | 2   |     |     |     |     | 57     |
| 14.  | Enrique Cruz              | 1   |     |     |     |     |     |     |     |     |     | 52,5   |
| 15.  | Álvaro Muñiz              |     |     |     |     |     | 6   |     |     |     | 2   | 51     |
| 16.  | José Alonso Liste         |     | Ret | 10  | 11  | 9   |     | Ret |     |     | 12  | 50     |
| 17.  | Marcos González Espino    | 6   |     | 14  |     | 11  |     |     | 37  |     |     | 49,5   |
| 18.  | Édgar Vigo                |     | 13  | 17  | Ret |     | 13  | 9   | 15  |     | 24  | 48,5   |
| 19.  | Ángel Paniceres           |     | 12  | 12  | 10  | Ret |     |     | 17  | 13  | 19  | 47     |
| 20.  | Yeray Lemes               | 2   |     |     |     |     |     |     |     | Ret |     | 45     |
| 21.  | Óscar Palacio             |     |     |     |     |     |     | 5   | 14  |     |     | 41,5   |
| 22.  | Daniel Marbán             |     |     |     |     |     |     |     | 6   |     | 8   | 38     |
| 23.  | Daniel Peña               |     |     |     |     |     |     |     | 9   | 5   |     | 38     |
| 24.  | Miguel Ángel Suárez       | 5   | Ret |     |     |     |     |     |     |     |     | 34,5   |
| 25.  | Juan José López Pernas    |     |     | 42  | 25  |     | 22  | 10  | 30  | 12  | 26  | 29,5   |
| 26.  | José Fernando Rico        |     | 18  | 23  | 15  |     | 8   |     | 19  |     | 31  | 29     |
| 27.  | Emma Falcón               | 7   | Ret |     |     |     |     |     |     |     |     | 28,5   |
| 28.  | Alberto San Segundo       |     |     |     |     | 3   |     |     |     |     | Ret | 27     |
| 29.  | Iago Caamaño              |     |     | 13  |     | 10  |     |     | 16  |     |     | 26     |
| 30.  | Pablo Suárez Ramos        | 8   |     |     |     |     |     |     |     |     |     | 25,5   |
| 31.  | José Antonio Aznar        |     | 4   |     |     |     |     |     |     |     |     | 25     |
| 32.  | Luis Monzón               |     |     |     |     |     |     |     |     | Ret | 4   | 25     |
| 33.  | Alberto Otero             |     |     | Ret |     | 8   | Ret |     | 13  |     |     | 25     |
| 34.  | «Rantur»                  |     |     |     | 5   |     |     |     |     |     |     | 23     |
| 35.  | Cristian García Martínez  |     |     | Ret |     | Ret |     |     | 11  |     | 11  | 22     |
| 36.  | Luis Aragonés             |     | 25  |     | Ret | 18  | 14  |     |     | 11  | 21  | 21     |
| 37.  | Damián Suárez             | 10  |     |     |     |     |     |     |     |     |     | 19,5   |
| 38.  | Antonio Juan de La Reina  |     |     |     |     |     |     |     |     |     | 7   | 19     |
| 39.  | Pablo Silva               |     |     |     |     |     |     |     |     | 7   |     | 19     |
| 40.  | Pablo Pazó                |     | 15  | 15  | 18  |     | 20  |     | 21  |     | 30  | 18     |
| 41.  | Diogo Gago                |     | 22  | 28  | 17  |     | 10  |     | 27  |     | 36  | 18     |
| 42.  | Alberto Monarri           |     | Ret | 44  | 28  | Ret | 26  | 13  | 31  | 15  |     | 18     |
| 43.  | Javier Ramos Troitiño     |     |     | 8   |     |     |     |     |     |     |     | 17     |
| 44.  | Efrén Llarena             |     |     |     |     |     |     |     | 24  | 8   | 25  | 17     |
| 45.  | Juan César Mendoza        | 11  |     |     |     |     |     |     |     |     |     | 16,5   |
| 46.  | Natxo Zuloaga             |     |     |     |     |     |     | 11  |     |     | 28  | 16,5   |
| 47.  | David González Gil        |     |     | 9   |     |     |     |     |     |     |     | 15     |
| 48.  | José Calvar González      |     | 20  | 16  | 19  |     | 18  |     | 23  |     | 27  | 14     |
| 49.  | David Cortés              |     | 23  | 32  | 14  |     | 15  |     | Ret |     | 37  | 14     |
| 50.  | Jon Arregi                |     |     |     |     |     |     | 12  |     |     |     | 13,5   |
| 51.  | Pedro Cordero             |     | 10  |     |     |     |     |     |     |     |     | 13     |
| 52.  | Víctor Pérez Silva        |     |     |     |     |     | Ret |     | 10  |     |     | 13     |
| 53.  | Santiago Cañizares        |     |     | 27  |     |     | Ret |     |     | 10  | 34  | 13     |
| 54.  | José Pazó Figueroa        |     | 17  | 18  | 16  |     | Ret |     | Ret |     | 38  | 13     |
| 55.  | Alberto Alonso            |     |     |     |     |     |     | 14  |     |     | 20  | 11,5   |
| 56.  | Pablo Rey                 |     |     |     |     |     | 11  |     |     |     |     | 11     |
| 57.  | Conrado Fernández         |     |     |     |     | 19  | 34  | 15  | 36  |     |     | 11     |
| 58.  | Jaime Castro              |     |     | Ret |     |     | 12  |     |     |     |     | 9      |
| 59.  | David Guardado            |     |     | Ret |     | 12  | Ret |     |     |     |     | 9      |
| 60.  | Carlos Fernández Negro    |     |     |     |     | 13  |     |     |     |     |     | 8      |
| 61.  | Daniel García-Ibarrola    |     | 14  |     |     |     |     |     |     |     |     | 7      |
| 62.  | José Luis Carrera         |     | 30  | 37  | 23  |     | 23  |     | 28  | 14  | 35  | 7      |
| 63.  | Antonio Sainz             |     |     |     |     |     |     |     |     |     | 15  | 6      |
| 64.  | Juan Álvaro Filip         |     |     | 19  |     | 17  |     |     | 35  |     |     | 6      |
| 65.  | Zihara Esteban            |     |     | 43  |     | 15  |     |     | Ret |     |     | 6      |
| 66.  | Antonio Alarcón Agüero    |     |     |     |     |     |     |     |     | 16  |     | 5      |
| 67.  | Francisco Javier Polidura |     |     |     |     | 16  |     |     |     |     |     | 5      |
| 68.  | Félix Macías              |     |     |     | Ret | Ret | Ret |     |     |     | 16  | 5      |
| 69.  | José Marbán               |     |     |     |     |     |     |     |     |     | 17  | 4      |
| 70.  | Óscar Soto Lago           |     |     |     |     |     | 19  |     | 38  |     |     | 4      |
| 71.  | Miguel García Gutiérrez   |     | 19  | 36  | 21  |     | Ret |     | 26  |     | 32  | 3      |
| 72.  | Pepe López                |     | Ret | 25  |     | Ret |     |     | 25  |     | 18  | 3      |
| 73.  | Óscar Barroso             |     |     |     | 20  |     | 25  |     |     |     |     | 2      |
| 74.  | César Palacio             |     | 28  | 33  | 22  |     | 21  |     | 22  |     | 29  | 2      |
| 75.  | Juan Manuel Mañá          |     | 21  | 21  | Ret |     | 33  |     | 20  |     | Ret | 1      |

### Copa copilotos
| #   | Nombre               | Puntos |
| --- | -------------------- | ------ |
| 1.  | Diego Vallejo        | 280    |
| 2.  | Ignacio Aviñó        | 209,5  |
| 3.  | Alberto Iglesias Pin | 195,5  |
| 4.  | Borja Odriozola      | 167    |
| 5.  | Claudi Riveiro       | 151,5  |
| 6.  | Jordi Mercader       | 151    |
| 7.  | Diego Sanjuan        | 88     |
| 8.  | Carlos del Barrio    | 80     |
| 9.  | Juan L. García       | 78     |
| 10. | Borja Hernández      | 76     |

### Campeonato pilotos División II
| #  | Nombre            | Puntos |
| -- | ----------------- | ------ |
| 1. | Gorka Antxustegui | 264,5  |
| 2. | Esteban Vallín    | 252    |
| 3. | Joan Vinyes       | 205    |
| 4. | José Luis Peláez  | 188    |
| 5. | Fran Cima         | 127    |

### Copa copilotos División II
| #  | Nombre               | Puntos |
| -- | -------------------- | ------ |
| 1. | Alberto Iglesias Pin | 264,5  |
| 2. | Borja Odriozola      | 252    |
| 3. | Jordi Mercader       | 205    |
| 4. | Diego Sanjuan        | 161    |
| 5. | Salvador Belzunces   | 110    |

### Campeonato de marcas
| #  | Nombre     | Puntos |
| -- | ---------- | ------ |
| 1. | Mitsubishi | 507    |
| 2. | Suzuki     | 412    |
| 3. | Renault    | 217    |
| 4. | SEAT       | 112    |

### Copa clubes/escuderías
| #  | Nombre                | Puntos |
| -- | --------------------- | ------ |
| 1. | RMC Motorsport        | 387    |
| 2. | Escudería Ourense     | 385    |
| 3. | Suzuki Motor Ibérica  | 359    |
| 4. | Auto-Laca Competición | 289    |
| 5. | Red Opel España       | 167    |

### Copa grupo N
| #  | Nombre              | Puntos |
| -- | ------------------- | ------ |
| 1. | Joan Carchat        | 257,5  |
| 2. | Édgar Vigo          | 186    |
| 3. | Marco Lorenzo       | 95     |
| 4. | Miguel Ángel Suárez | 52,5   |
| 5. | Pablo Suárez Ramos  | 45     |

### Copa pilotos júnior

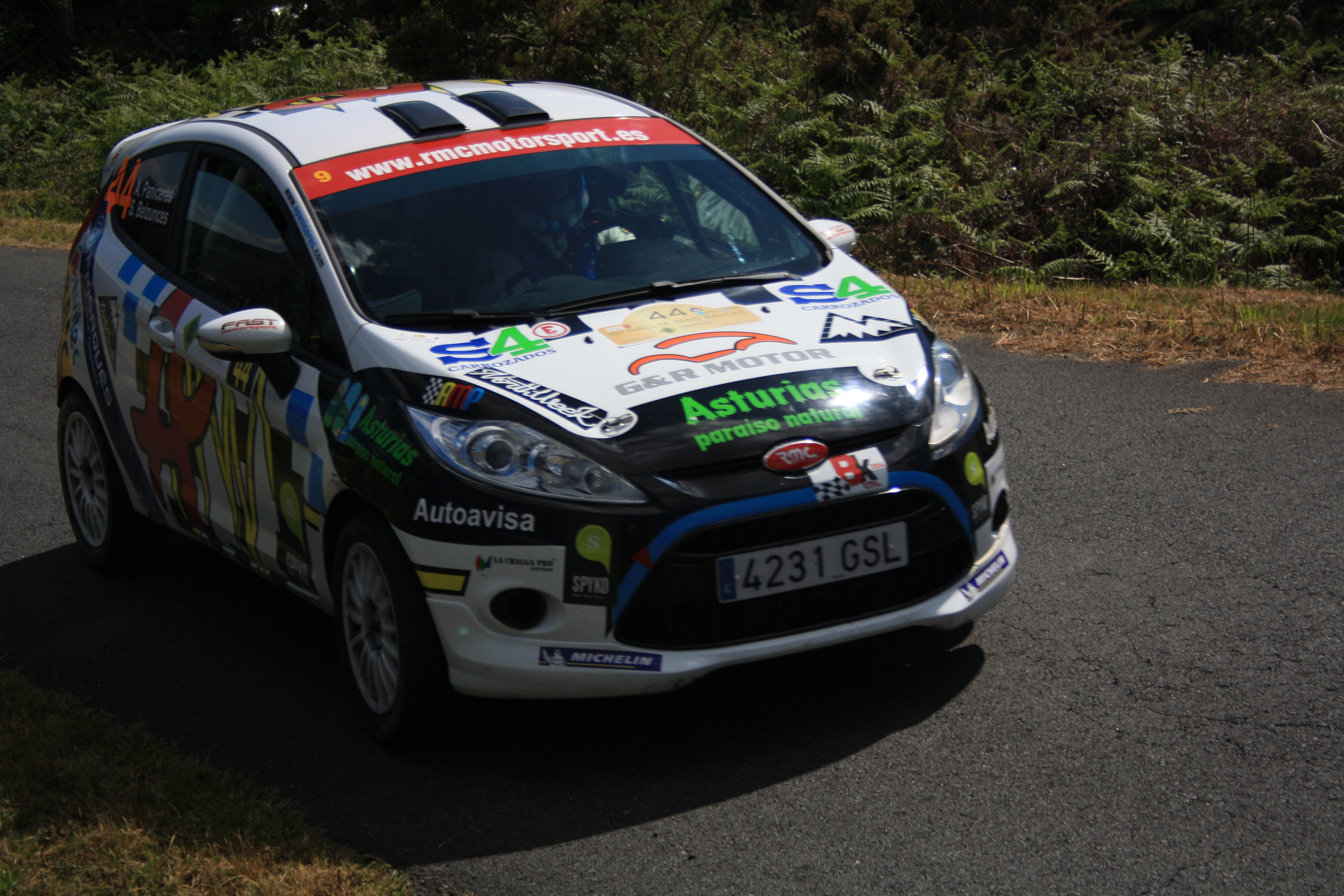
Ángel Paniceres se proclamó campeón de la categoría júnior.

| #  | Nombre                  | Puntos |
| -- | ----------------------- | ------ |
| 1. | Ángel Paniceres Fuentes | 200    |
| 2. | Marcos González Espino  | 142,5  |
| 3. | Efrén Llarena           | 92     |
| 4. | Pepe López              | 89     |
| 5. | José Javier Pérez       | 60     |

### Copa vehículos GT
| #  | Nombre         | Puntos |
| -- | -------------- | ------ |
| 1. | Sergio Vallejo | 297,5  |
| 2. | ÓScar Palacio  | 75     |
| 3. | Daniel Marbán  | 62     |
| 4. | Pedro Burgo    | 60     |
| 5. | Enrique Cruz   | 52,5   |

### Copa vehículos 2RM
| #  | Nombre            | Puntos |
| -- | ----------------- | ------ |
| 1. | Gorka Antxustegui | 264,5  |
| 2. | Esteban Vallín    | 252,5  |
| 3. | Joan Vinyes       | 205    |
| 4. | José Luis Peláez  | 188,5  |
| 5. | Fran Cima         | 127    |

### Copa vehículos R2

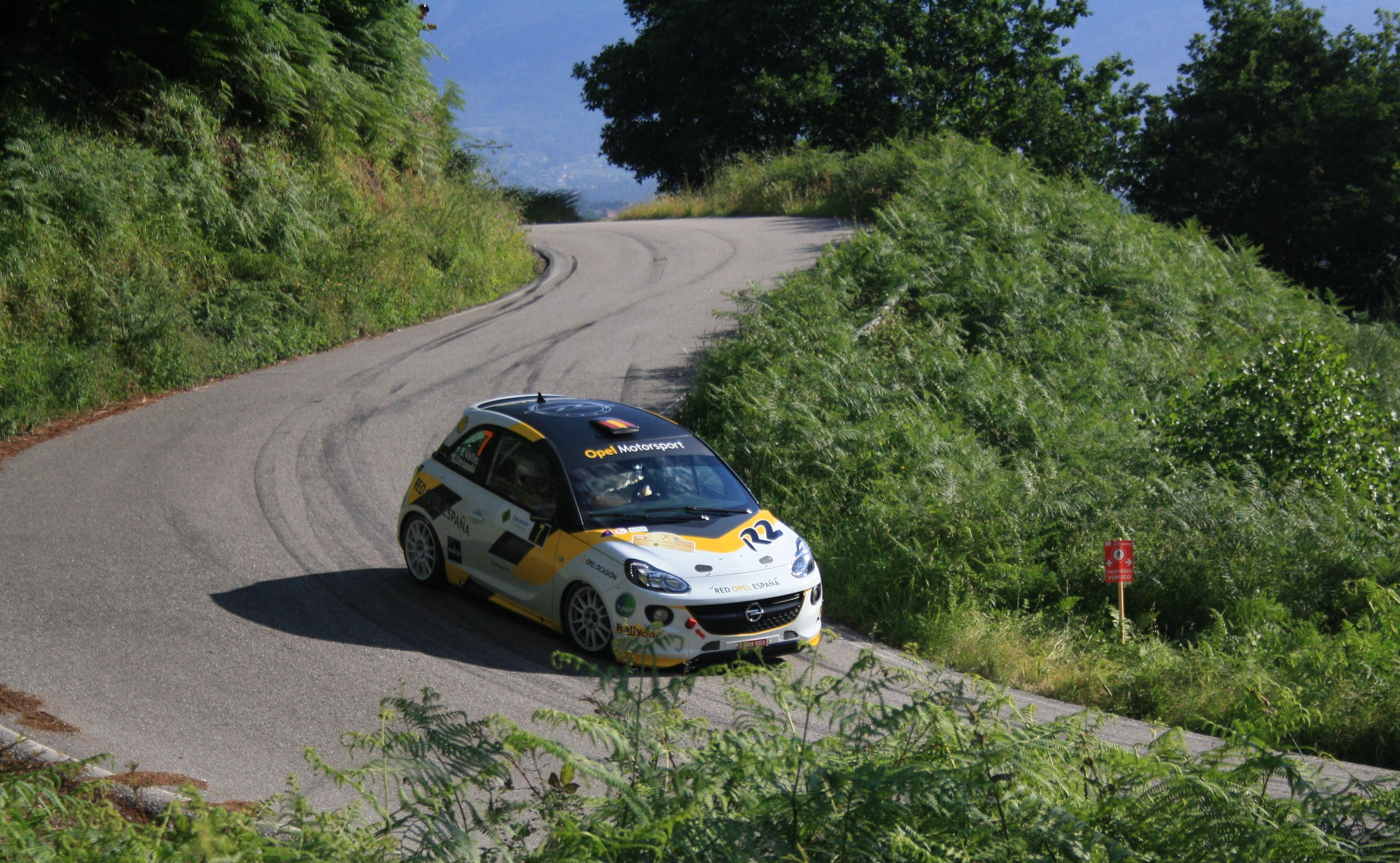
Esteban Vallín fue el ganador en la categoría R2.

| #  | Nombre                 | Puntos |
| -- | ---------------------- | ------ |
| 1. | Esteban Vallín         | 315    |
| 2. | Ángel Paniceres        | 168    |
| 3. | Luis Aragonés          | 124    |
| 4. | Iago Caamaño           | 79     |
| 5. | Pepe López             | 67     |
| 6. | Marcos González Espino | 65     |
| 7. | José Luis Pélaez       | 60     |

### Copa vehículos R3
| #  | Nombre             | Puntos |
| -- | ------------------ | ------ |
| 1. | José Luis Peláez   | 187,5  |
| 2. | Daniel Peña        | 70     |
| 3. | David González Gil | 35     |
| 4. | Félix Macías       | 35     |

### Copa pilotos femeninos
| #  | Nombre                 | Puntos |
| -- | ---------------------- | ------ |
| 1. | Zihara Esteban         | 70     |
| 2. | Emma Falcón            | 52,5   |
| 3. | Amalia Vinyes          | 35     |
| 4. | Vanessa Pérez Oliveira | 30     |

### Trofeo copilotos femeninos
| #  | Nombre                    | Puntos |
| -- | ------------------------- | ------ |
| 1. | Sara Fernández Palazuelos | 214    |
| 2. | Fátima Ameneiro           | 201    |
| 3. | Eva Costas                | 187    |
| 4. | Raquel Ruiz Arias         | 156    |
| 5. | Andrea Lamas              | 112    |

### Trofeo copilotos júnior
| #  | Nombre            | Puntos |
| -- | ----------------- | ------ |
| 1. | Raquel Ruiz Arias | 197    |
| 2. | Alejandro López   | 135    |
| 3. | Andrea Lamas      | 95     |
| 4. | Ariday Bonilla    | 52     |

### Copa vehículos N3 y Súper Serie
| #  | Nombre                 | Puntos |
| -- | ---------------------- | ------ |
| 1. | Adrián Diáz Pérez      | 185    |
| 2. | Pablo Pazó             |        |
| 3. | José Fernando Rico     |        |
| 4. | Juan José López Pernas |        |
| 5. | José Calvar            |        |

### Copa vehículos N2

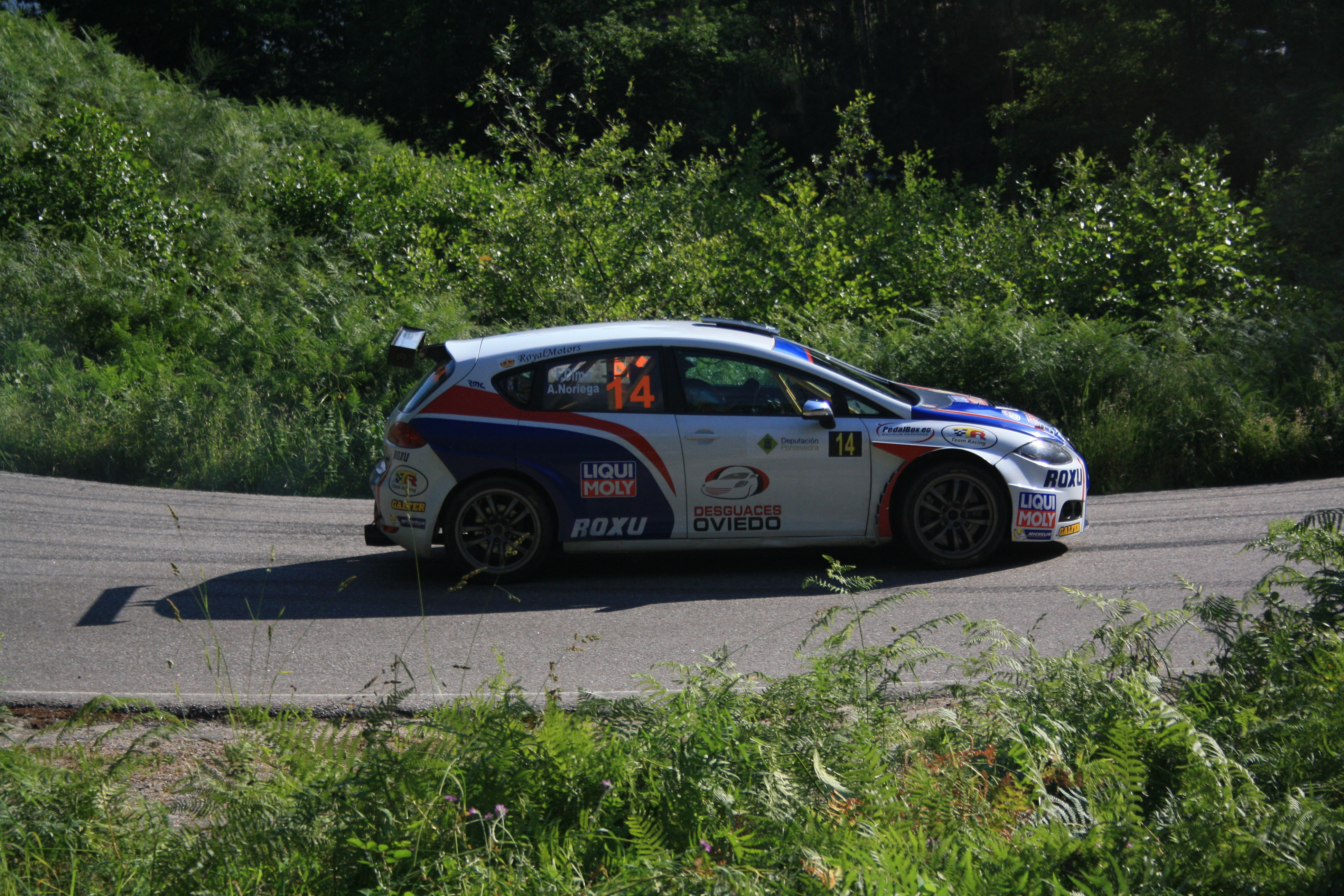
Francisco Cima, ganador de la categoría N2.

| #  | Nombre            | Puntos |
| -- | ----------------- | ------ |
| 1. | Francisco Cima    | 165    |
| 2. | José Alonso Liste | 130    |
| 3. | Álvaro Muñiz      | 35     |

### Copa vehículos R5
| #  | Nombre                    | Puntos |
| -- | ------------------------- | ------ |
| 1. | Miguel Ángel Fuster       | 262,5  |
| 2. | Francisco Javier Polidura | 35     |

### Renault Sport R2M
| Pos. | Piloto           | Puntos |
| ---- | ---------------- | ------ |
| 1.   | Luis Aragonés    | 65     |
| 2.   | David González   | 15     |
| 3.   | Álvaro Muñiz     | 15     |
| 4.   | Félix Macías     | 15     |
| 5.   | Miguel A. García | 10     |

### Mitsubishi Evo Cup asfalto

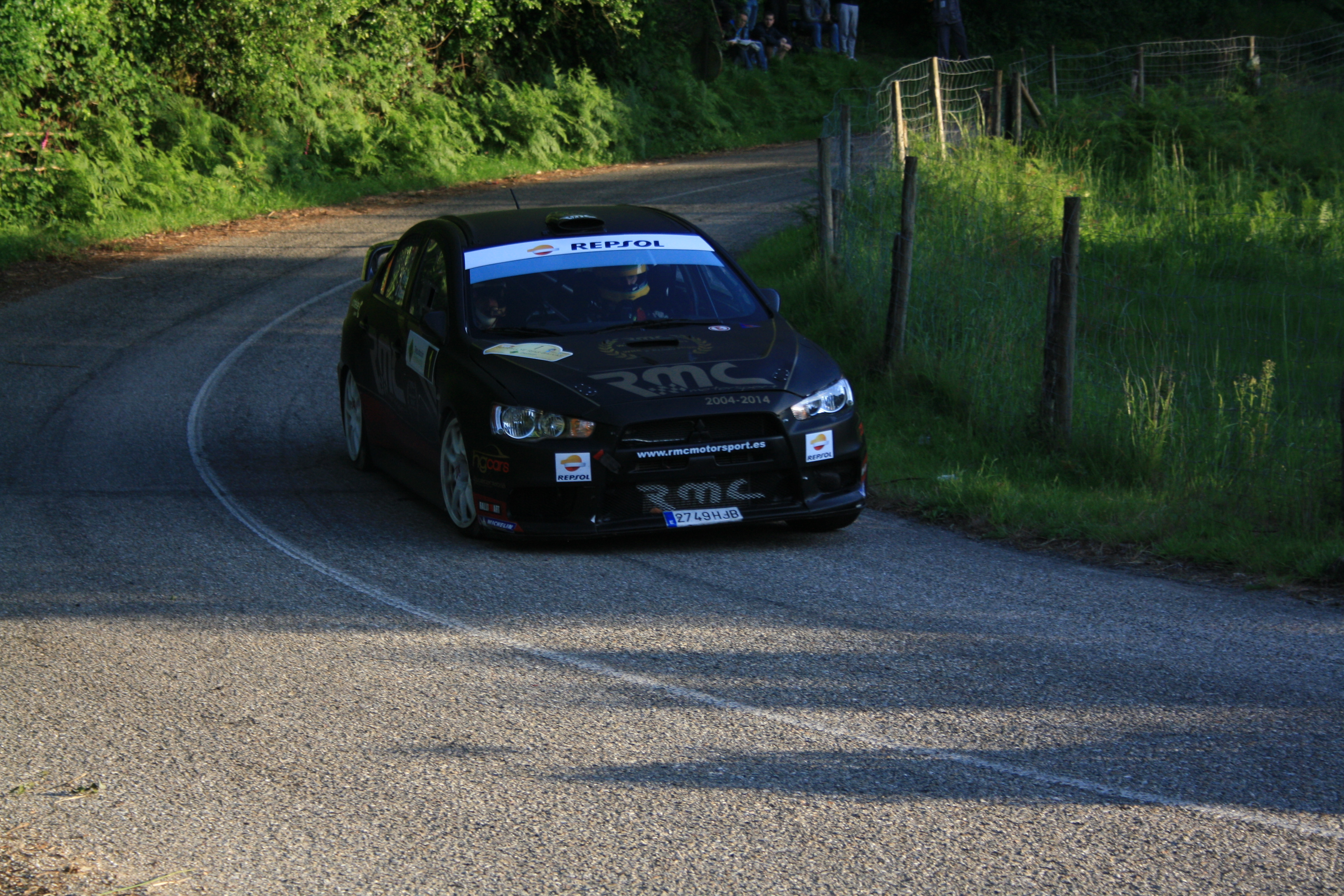
Pernía fue segundo en la Mitsubishi Evo Cup por detrás del andorrano Joan Carchat.

| Pos. | Piloto              | Puntos |
| ---- | ------------------- | ------ |
| 1.   | Joan Carchat        | 51     |
| 2.   | Surhayen Pernía     | 48     |
| 3.   | Édgar Vigo          | 34     |
| 4.   | Jonathan Pérez      | 20     |
| 5.   | Marco Lorenzo       | 19     |
| 6.   | Juan César Mendoza  | 8      |
| 7.   | Alberto San Segundo | 8      |
| 8.   | Jaime Castro        | 8      |
| 9.   | Adrián Díaz         | 6      |
| 10.  | Cristian García     | 6      |

### Suzuki Swift
| Pos. | Piloto           | Puntos |
| ---- | ---------------- | ------ |
| 1.   | Adrián Díaz      | 133    |
| 2.   | Pablo Pazó       | 109    |
| 3.   | Fernando Rico    | 105    |
| 4.   | José Calvar      | 79     |
| 5.   | José Pazó        | 67     |
| 6.   | Diogo Gago       | 63     |
| 7.   | David Cortés     | 62     |
| 8.   | César Palacio    | 55     |
| 9.   | Juan Manuel Maña | 47     |
| 10.  | Miguel García    | 44     |

### Dacia Sandero Rally Cup
| Pos. | Piloto            | Puntos            |
| ---- | ----------------- | ----------------- |
| .    | Sin participantes | Sin participantes |